# Kiyomizu-dera
Kiyomizu-dera (japonès: 清水寺, que significa 'temple de l'aigua pura') és el nom de diversos temples budistes, i més comunament es refereix al temple Otowasan Kiyomizudera (音羽山清水寺) a la ciutat de Kyoto, Japó. El conjunt forma part dels Monuments històrics de l'antiga Kyoto, pertanyents al Patrimoni de la Humanitat declarat per la UNESCO.

## Història
El Kiyomizu-dera va ser fundat al començament del període Heian. El temple data de l'any 778, encara que els edificis actuals van ser construïts el 1633. El temple pren el nom de les cascades que existeixen en el complex, les quals baixen dels pujols propers. Kiyomizu (清水) literalment significa 'aigua pura' o 'aigua clara'.
Originàriament estava afiliat a l'antiga i influent secta Hossō, que procedia dels temps del període Nara. No obstant això, el 1965 es va trencar aquesta afiliació i els seus custodis actuals es denominen a si mateixos membres de la secta «Kitahossō».

## Actualitat
L'edifici principal de Kiyomizu-dera destaca per la seva complexa arquitectura: se sosté per centenars de pilars; sobresurt del pujol i ofereix impressionants vistes de la ciutat. És coneguda per la frase feta japonesa «saltar de la plataforma de Kiyomizu» (清水の舞台から飛び降りる, Kiyomizu no butai kara tobioriru), que seria l'equivalent a l'expressió catalana «llançar-se a la piscina» i que es remunta a una tradició del període Edo: Se suposa que, si un sobreviu en saltar des d'aquesta plataforma, se li concedirà un desig.
Sobreviure-hi sembla possible: l'exuberant vegetació sota la plataforma podria esmorteir la caiguda d'un pelegrí afortunat. Encara que actualment aquesta pràctica és prohibida, durant el període Edo hi ha registrats 234 salts, i d'aquests el 85,4% van sobreviure. La caiguda té, en efecte, només 13 metres, resulta impressionant per a una construcció de fusta.
Sota la sala principal es troba la cascada Otowa-no-taki, on tres canals d'aigua cauen en un estany. Els visitants del temple agafen aigua de la cascada, de la qual es pensa que té propietats terapèutiques, en copes de metall o de plàstic. Es diu que beure aquesta aigua suposa tenir salut, longevitat i èxit en els estudis.
Els diferents edificis formen un complex on hi ha diversos recintes sagrats. El més notable és potser el santuari Jishu (Jishu-jinja), dedicat a Okuninushino-Mikoto, un déu de l'amor i els «bons matrimonis». Aquest santuari conté dues «pedres de l'amor», situades a 6 metres l'una de l'altra, distància que els visitants solitaris intenten sortejar amb els ulls tancats. L'èxit a aconseguir la pedra de l'altre costat, amb els ulls tancats, és entès com un presagi que el pelegrí trobarà l'amor. Un pot ser assistit per algú en aquest tram, però això s'entén com que la persona necessitarà d'un intermediari per trobar-lo.
Forma part del conjunt de Monuments històrics de l'antiga Kyoto (ciutats de Kyoto, Uji i Ōtsu) declarats Patrimoni de la Humanitat per la UNESCO l'any 1994.
El temple va ser un dels candidats en la llista a les Noves set meravelles del món modern proposada per la New Open World Foundation del suís Bernard Weber.

## Galeria

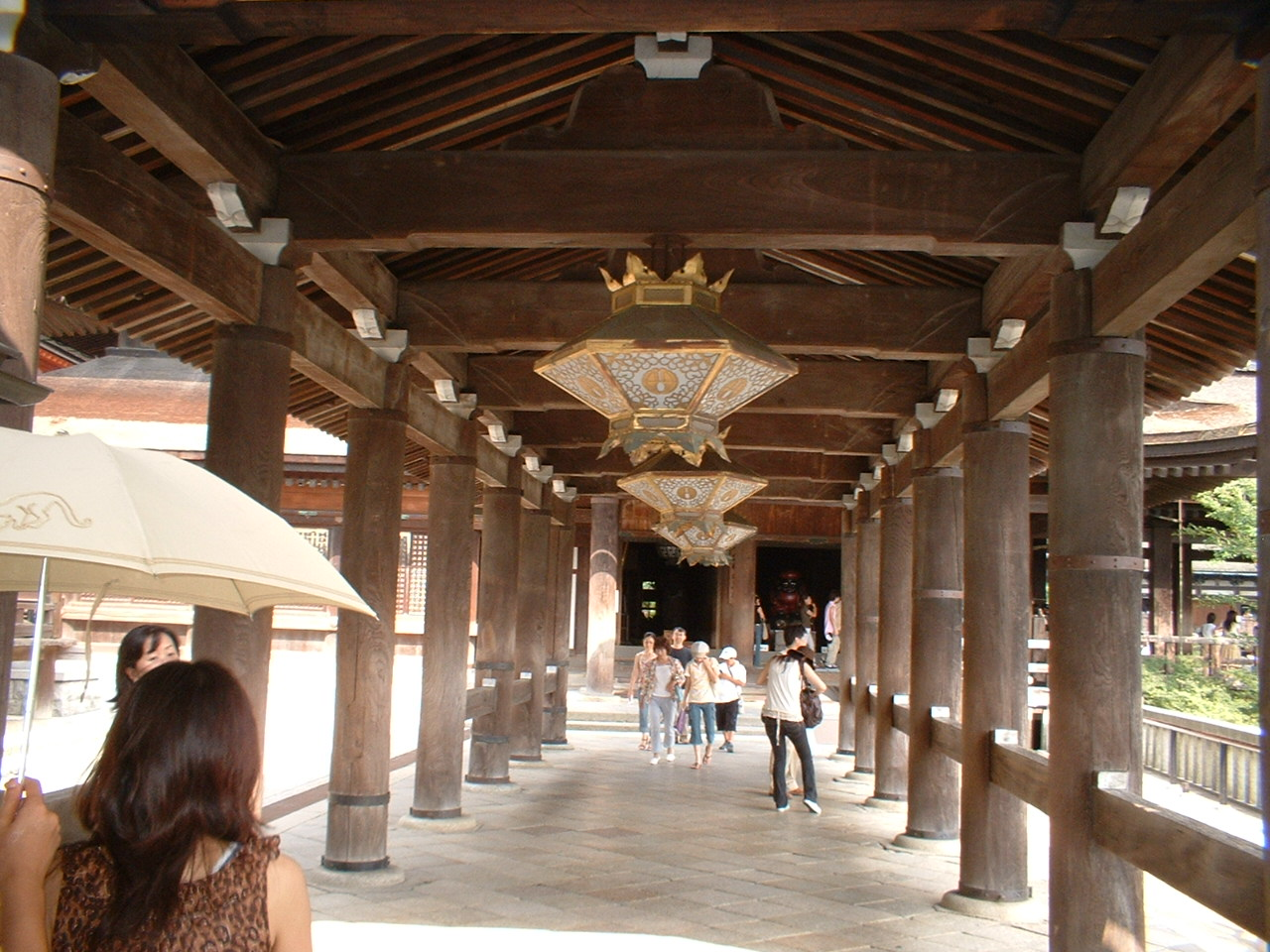
Passadís exterior que connecta les diferents estructures del temple
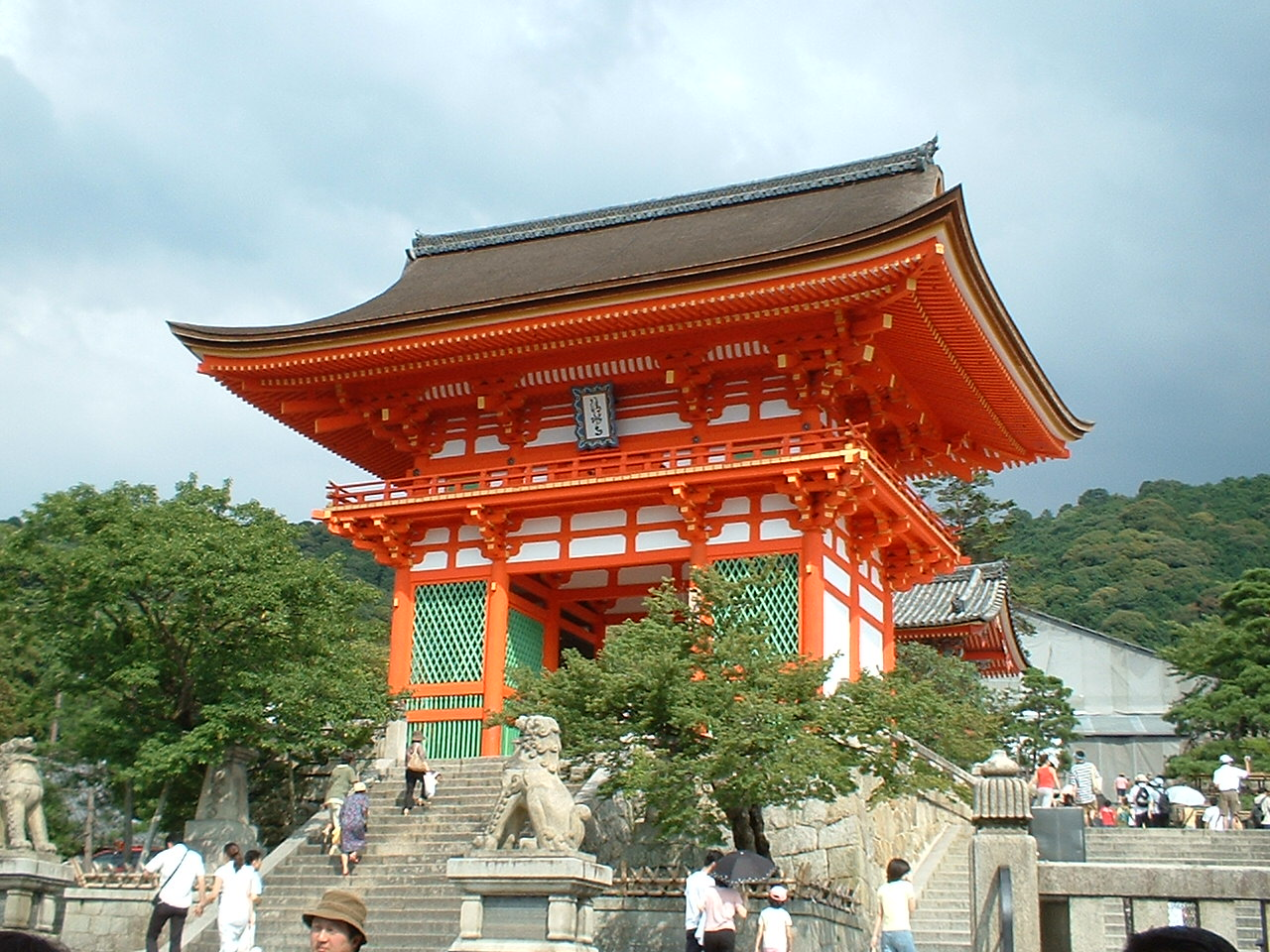
Entrada Niou del temple
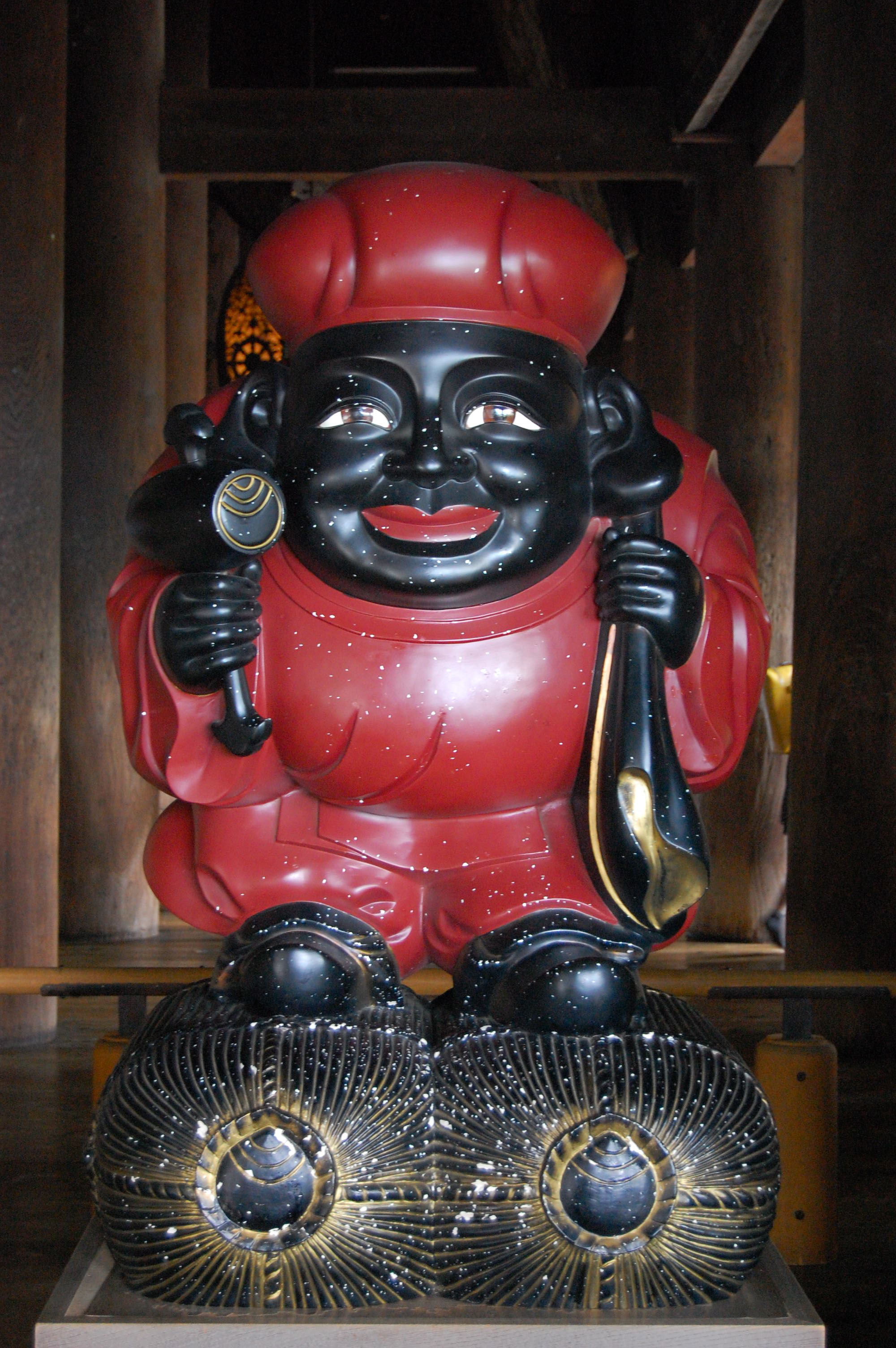
Okuninushino-Mikoto, déu de l'amor
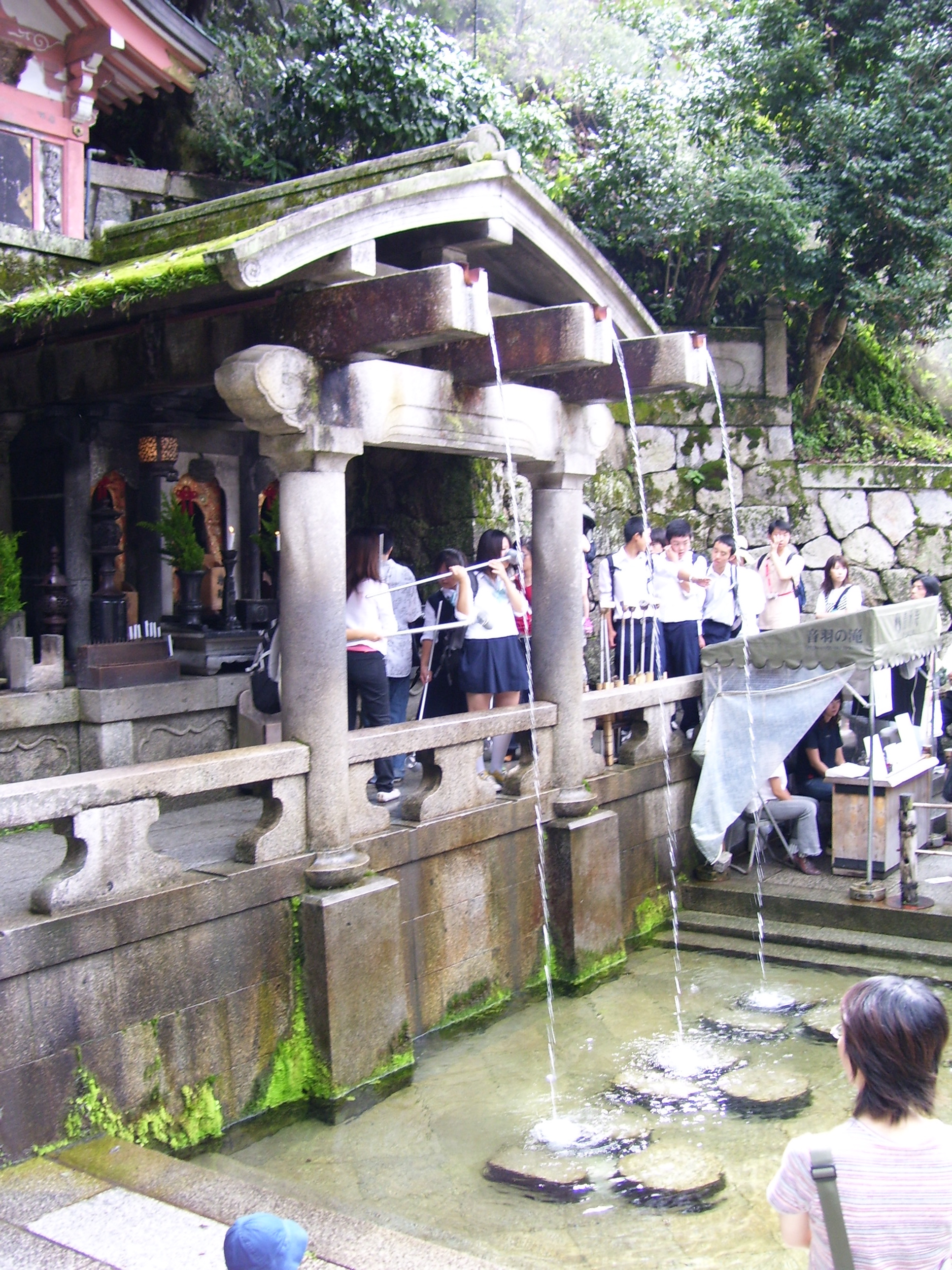
Otowa-no-taki: cascada del temple Kiyomizu-dera
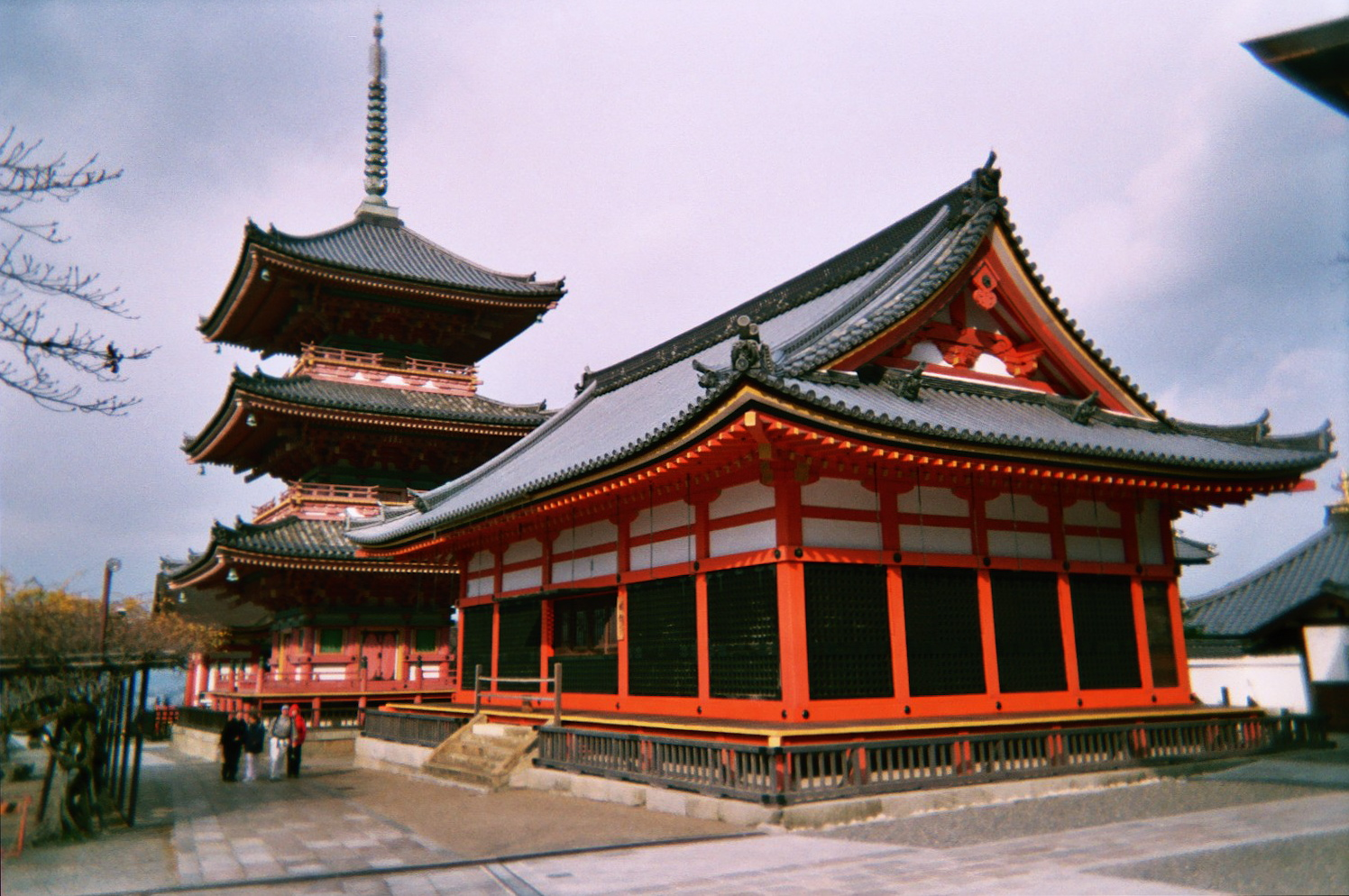
Vista parcial del conjunt